# Trần Văn Nên
Trần Văn Nên (nascido em 6 de agosto de 1927) é um ex-ciclista olímpico vietnamita. Representou sua nação em quatro eventos nos Jogos Olímpicos de Verão de 1964.